# Балагурі Едуард Альбертович
Едуард Альбертович Балагурі (24 вересня 1931, Хуст — 26 січня 2004, Ужгород) — історик, археолог, доктор історичних наук (1983), педагог, професор (1987), громадський діяч. Дослідження Е. А. Балагурі є вагомим внеском у вивчення давньої історії Європи.

## Життєпис
Народився Едуард Альбертович Балагурі 24 вересня 1931 року у Хусті, в робітничій сім'ї. Середню освіту отримав у середній школі № 1 Ужгорода (1949). У 1955 закінчив історичний факультет Ужгородського державного університету (спеціалізація — археологія). 1955—1958 — науковий співробітник, згодом — завідувач відділу Закарпатського обласного краєзнавчого музею. 1957—1961 — аспірант відділу археології Інституту суспільних наук АН УРСР (науковий керівник — Маркіян Юліанович Смішко).

1961 — викладач кафедри загальної історії Ужгородського державного університету, 1963 — старший викладач, 1963—1985 — доцент, 1985—1988 — професор кафедри загальної історії, 1988—1993 — професор кафедри історії стародавнього світу, середніх віків та історіографії.

Кандидатську дисертацію «История племен позднебронзового периода в Среднем Поднестровье (культура Ноа)» (рос.) захистив 1964, докторську «Эпоха бронзы верхнего Потисья» (рос.) — 1983.

1991—1996 — декан історичного факультету. Ініціював створення 1971 року при Ужгородському державному університеті постійної археологічної експедиції та групи для регулярного проведення розкопок. Один з ініціаторів заснування Науково-дослідного інституту карпатознавства (1992), в якому керував науковою темою «Стародавнє населення верхнього Потисся в контексті історії Карпатського ареалу».

Під керівництвом Е. А. Балагурі і за співпраці з вченими Угорщини, Чехословаччини, Болгарії, Румунії, Польщі і науковим товариством області Саболч-Сатмар-Берег (Угорщина), Закарпатським угорськомовним науковим товариством (Ужгород), Українським товариством охорони пам'яток історії та культури на території Закарпаття було відкрито близько 400 пам'яток.

Опублікував близько 200 праць наукового, навчально-методичного та краєзнавчо-публіцистичного характеру у вітчизняних («Археологія», «Науковий вісник Ужгородського державного університету», «Карпатика», «Acta Hungarica») та зарубіжних журналах. 

## Біобібліографія
1. Балагурі, Едуард Альбертович. Археологічні пам'ятки Закарпаття: конспект лекцій / Е. А. Балагурі, відп. за вип. К. І. Гурницький; МВ і ССО УРСР, Ужгород. держ. ун-т. — Ужгород: [б. в.], 1971. — 42 c.
2. Балагури Э. А. Исследование археологических памятников Закарпатья за годы советской власти // Slovenska Archeologia. — 1975. — № 2.
3. Балагурі, Едуард Альбертович. Закарпаття — земля слов'янська: з історії слов'янських племен Закарпаття VI—XIII ст. : нариси / Е. А. Балагурі, С. І. Пеняк. — Ужгород: Карпати, 1976. — 156, [2] c. : іл.
4. Балагурі Е. А. Давні металурги Українських Карпат: історико-краєзнавчі нариси / Е. А. Балагурі, В. І. Бідзіля, С. І. Пеняк. — Ужгород: Карпати, 1978. — 125 с.
5. Балагури Э. А. Исследование древней истории Закарпатья. — Ужгород, 1982.
6. Балагури Э. А. Славяно-венгерские взаимосвязи в IX—X вв. в Восточно-Карпатском регионе // Материалы VI Международного конгресса славянской археологии. — М., 1990.
7. Балагури Э. А. Культура Отомань. В кн.: Археология Украинской ССР, т. 1. К., 1985.
8. Історія Мукачева [Текст] / Ужгородський держ. ун-т. — Ужгород: Патент, 1998. Т. 1 : З найдавніших часів до 1918 року / М. А. Ільтьо, Г. В. Павленко, Е. А. Балагурі. — [Б. м.]: [б.в.], 1998. — 264 с. — ISBN 966-7242-28-5
9. Балагурі Е. Роль Чехословацької академії наук у вивченні археологічних пам'яток Закарпаття (20—30-і рр.) / Е. Балагурі // Закарпаття в складі Чехословаччини: Проблеми відродження і національного розвитку: [Доповіді наукового семінару, присвяченого 80-й річниці утворення Чехословаччини]. — Ужгород. — 1999. — 28 жовтня. — С. 151—155.
10. Балагури Э. Население верхнего Потисья в эпоху бронзы. — Ужгород, 2001. — 392 c.